# Horní Bělá
Horní Bělá (německy Ober Biela) je vesnice v okrese Plzeň-sever v Plzeňském kraji. Celá obec zahrnuje ještě vesnice Hubenov a Tlucnou. Celkem v nich žije 593 obyvatel.

## Historie
První písemná zmínka o vesnici pochází z roku 1318.

## Obyvatelstvo
Při sčítání lidu v roce 1921 zde žilo 569 obyvatel (z toho 263 mužů), z nichž bylo 563 Čechoslováků a šest Němců. Kromě jednoho evangelíka a 87 lidí bez vyznání byli římskými katolíky. Podle sčítání lidu z roku 1930 měla vesnice 595 obyvatel: 592 Čechoslováků a tři Němce. Převažovala římskokatolická většina, ale ve vsi žilo také 155 evangelíků, sedm členů církve československé a 57 lidí bez vyznání.
| Rok            | 1869 | 1880 | 1890 | 1900 | 1910 | 1921 | 1930 | 1950 | 1961 | 1970 | 1980 | 1991 | 2001 | 2011 | 2021 |
| -------------- | ---- | ---- | ---- | ---- | ---- | ---- | ---- | ---- | ---- | ---- | ---- | ---- | ---- | ---- | ---- |
| Počet obyvatel | 674  | 666  | 617  | 572  | 593  | 560  | 595  | 451  | 429  | 448  | 419  | 377  | 381  | 380  | 378  |
| Počet domů     | 78   | 81   | 82   | 85   | 88   | 92   | 112  | 120  | 184  | 110  | 101  | 122  | 126  | 142  | 154  |

## Obecní správa

### Části obce
- Horní Bělá
- Hubenov
- Tlucná

### Obecní symboly
Znak a vlajka byly obci uděleny rozhodnutím předsedy Poslanecké sněmovny Parlamentu České republiky dne 15. dubna 2010.

## Pamětihodnosti
- Kaplička svatého Jana Nepomuckého
- Kaple
- Zaniklý hrad Vrtba asi 1,5 km jihozápadně od obce (na jižním okraji osady Vrtbo)